# Richard Camand
Richard Camand, nom de plume d'Amand Coekelberghs - nom sous lequel il signe ses travaux historiques - est un romancier, historien et numismate belge, né à Anderlecht le 3 avril 1922.

## Biographie
Auteur d'ouvrages d'histoire consacrés à la numismatique ainsi qu'à l'œuvre d'Érasme, Richard Camand est principalement connu du public dans les années 1970 comme romancier et auteur de théâtre.
Il est également éditeur et fondateur des "Éditions du Bélier".
Il fut également un animateur très actif du "Groupe d'action des écrivains".
Ses romans qui décrivent avec tendresse la vie des gens ordinaires, les drames quotidiens de la vie de bureau, nous transmettent une image fidèle de l'époque des "golden sixies" où l'apparition d'un nouveau confort à l'américaine commençait à transformer les mœurs et les idées.
L'auteur a toujours montré beaucoup d'intérêt pour les romans de Georges Duhamel.

## Œuvre romanesque
- Le bouton, Bruxelles, 1970.
- Guirlande de femmes, Bruxelles, 1970 (nouvelles)
- La verte et le Bleu, Bruxelles, Bruxelles, 1972.
- Absurdie et Aberran, Bruxelles, 1972.
- Par le doit et l'avoir, Bruxelles, 1973.
- Le cœur de Menneke, Bruxelles, 1981.

## Œuvre théâtrale
- Cécile, 1973
- Le bal des comptables, 1974.
- Métamorphoses pour Christine, 1974.
- L'agent ne craint pas le verglas, 1974.
- La grande idée de Monsieur Paul, 1978.
- Histoire de chômage, 1978.
- Quand l'amour vint, 1978.

## Fables
- Les fables de Menneke, 1976.

## Œuvre érudite (sous le nom d'Amand Coekelberghs)
- Het leenboek van Bierbeek, avec Willem de Angelis, Familia et Patria, 1975.
- Ordonnances monétaires sous Philippe II, édition du Cercle d'études numismatiques, Bruxelles, 1984.
- L'hôtel des monnaies de Bruxelles au XVIIIe siècle et la comptabilisation par parties doubles de ses opérations, essai, Dossiers du CEN, Bruxelles, 1989.
- Les premiers adages d'Érasme, avec Alain Van Dievoet, essai, Éditions du Bélier, Bruxelles, 1992.